# プファルツ＝モスバッハ

プファルツ＝モスバッハ
Pfalz-Mosbach

プファルツ＝モスバッハ（黄緑色）

プファルツ＝モスバッハ（Pfalz-Mosbach）は、現在のドイツ・バーデン＝ヴュルテンベルク州北部のモスバッハ及びエーバーバッハ周辺に基盤を置いた神聖ローマ帝国の領邦の一つ。
プファルツ＝モスバッハは1410年の神聖ローマ皇帝ループレヒトの死後に息子のオットー1世によってプファルツ選帝侯の分枝として創立された。1448年にオットー1世はプファルツ＝ノイマルクトの半分を相続、残り半分を購入して領国をプファルツ＝モスバッハ＝ノイマルクトと改名した。

## プファルツ＝モスバッハ公
- オットー1世（1410年 - 1448年）

## 脚注

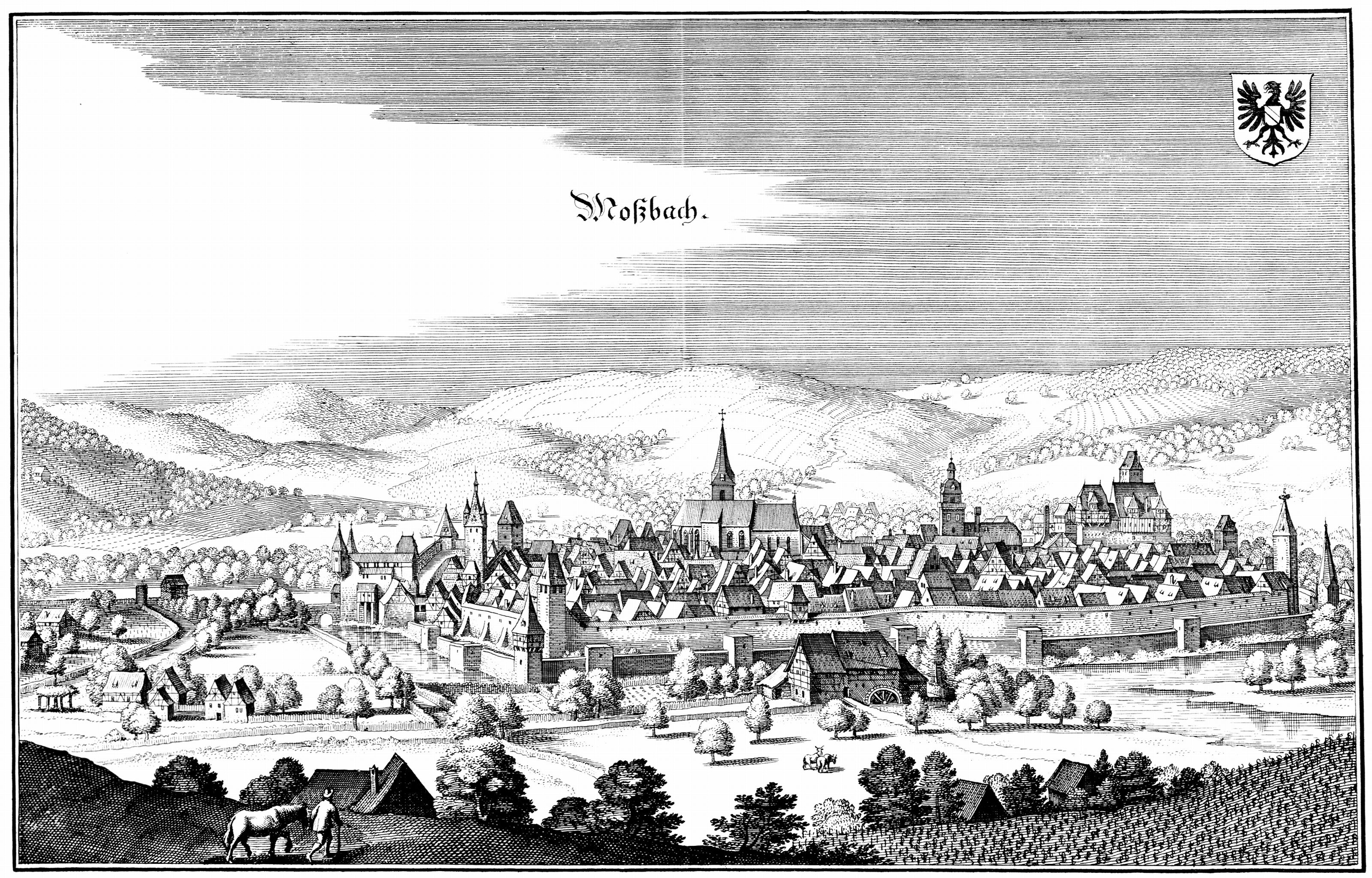
モスバッハ、メーリアンによる版画